# HD 40307 e
HD 40307 e est une exoplanète orbitant autour de l'étoile HD 40307, elle a été découverte en 2012.
Le système planétaire HD 40307 abrite au moins 6 planètes.
Bien que son statut d'exoplanète ait été annoncé en 2012, celui-ci demeure controversé et nécessite de plus amples analyses.